# گکوی انگشت‌باریک
گکوی انگشت‌باریک (نام علمی: Cyrtopodion heterocercum) (به انگلیسی: Thin Toed Gecko) نوعی مارمولک از تیره گکویان است که در نواحی معتدل یا نیمه بیابانی، در کوه‌های کم ارتفاع، دامنه‌ها، با پوشش گیاهی فراوان یا اندک، و نیز خانه‌ها، بناهای متروکه و باغ‌ها زندگی می‌کنند.

## زیرگونه‌ها و پراکندگی
زیر گونه C.h.heterocercum تنها در ایران پراکندگی دارد. گزارش دو نمونه از همدان و کرمانشاه و دو نمونه از تخت جمشید وجود دارد، ولی تاکنون پراکندگی آن فقط از کرمانشاه (رستگار پویانی ۱۳۶۹) و همدان که محل نمونه تیپیک آن می‌باشد، تایید شده است. زیر گونه C.h.mardinense از جنوب شرقی ترکیه و عراق گزارش شده‌است.